# Дацко, Кирилл Васильевич
Кирилл Васильевич Дацко (укр. Кирило Васильович Дацько; 7 июня 1905, Кирилловка — 30 декабря 1963, Нью-Йорк) — советский учёный-физик, историк, публицист, политический деятель. В годы Второй мировой войны пленён и сотрудничал с Третьим рейхом, после войны бежал в США.

## Биография
Родился 7 июня 1905 года в селе Кирилловка Киевской губернии (ныне Черниговская область). Окончил Киевский педагогический институт в 1932 году, преподавал в Украинском институте повышения квалификации хозяйственников и Киевском сельскохозяйственном институте, с 1940 года профессор кафедры физики Киевского сельскохозяйственного института.
Мобилизован в РККА в 1941 году как майор, в том же году попал в немецкий плен под Киевом. Со слов Павла Шандрука, у Дацко обнаружили документы о присвоении ему звания подполковника РККА и запрос о присвоении Дацко звания полковника; в свою очередь, Пётр Ямняк утверждал, что Дацко уже был полковником, почему-то нося петлицы майора. Ещё одна версия предполагает, что Дацко в эмиграции было присвоено звание полковника УНР. По ошибке Дацко причисляют к служащим ВВС СССР.
В 1943 году пошёл на сотрудничество с немцами и стал работать пропагандистом в полку СС «Курт Эггерс», в его русском и украинском отделах военных корреспондентов. В конце 1944 года был отправлен в Берлин в образованную Украинскую освободительную армию как политический пропагандист, однако из-за нежелания подчиняться генералу А.А.Власову, в ведение которого хотели отдать УОА, отказался от дальнейшего сотрудничества с немцами в знак протеста.
После войны Дацко был отправлен в лагерь для перемещённых лиц в Новом Ульме в Баварии, где встретился с Юрием Горлисом-Горским, который участвовал в создании Украинской революционно-демократической партии левого толка. Поддерживал связь с британской разведкой. После убийства Горлиса-Горского Дацко передал его личные вещи и собранные документы британским спецслужбам. Так и не дождавшись ожидаемого столкновения войск союзников и СССР, разочарованный Дацко уехал в США, где руководил делами украинской миграции. Им был создан Украинский военно-исторический институт в Нью-Йорке, собиравший информацию об украинском националистическом движении (архивный фонд ныне находится в Украинской свободной академии наук в США), а также Демократический союз пострадавших от советских репрессий.
Скончался 30 декабря 1963 года в Нью-Йорке, похоронен на православном кладбище в Саут-Баунд-Брук.